# Graham Broadbent

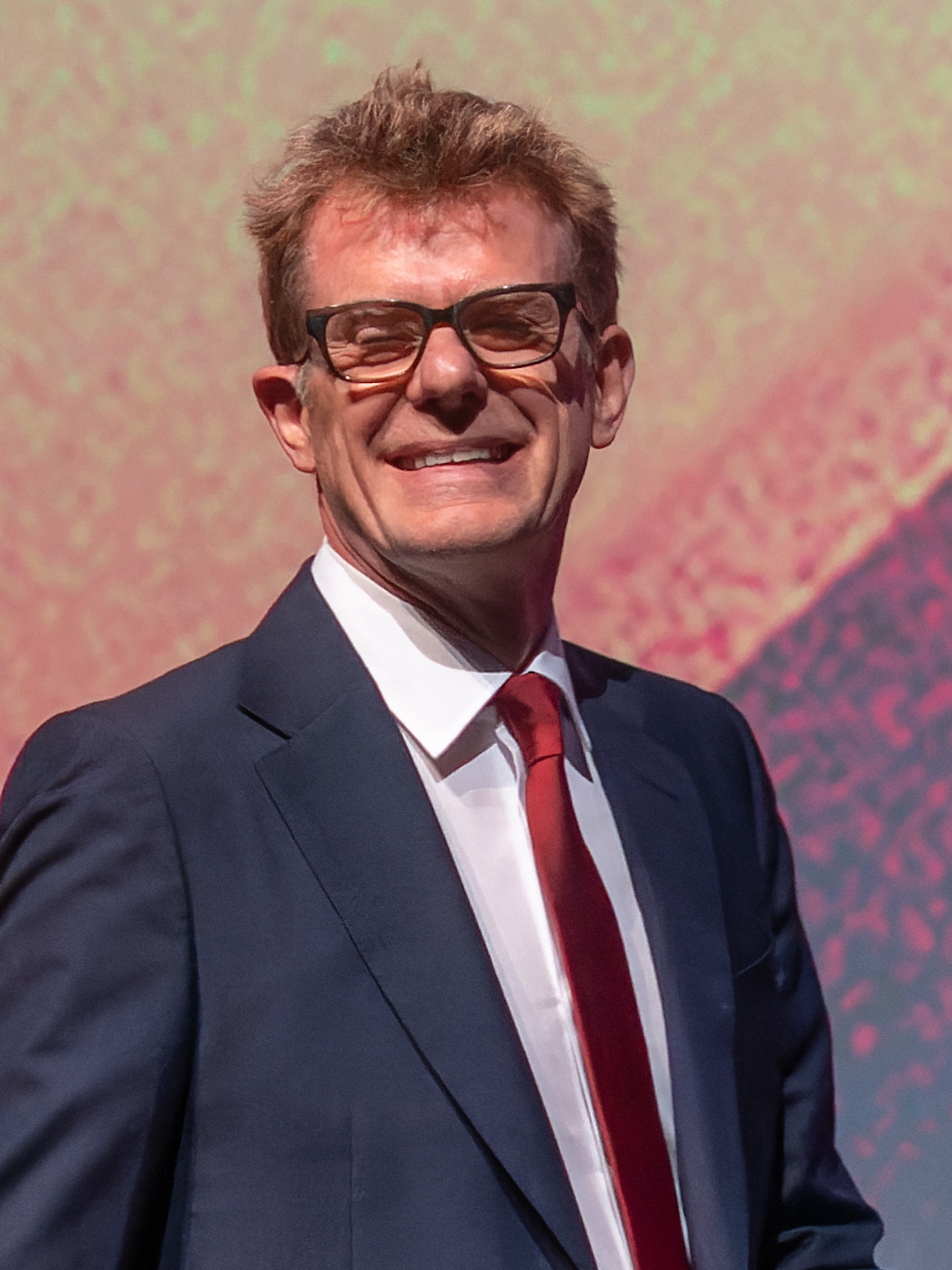
Graham Broadbent (2022)

Graham Broadbent ist ein britischer Filmproduzent. Mit zehn Filmen in elf Jahren ist er einer der aktivsten Produzenten im Genre des Independentfilms. Seine zahlreichen Filme erhielten überwiegend positive Kritiken, so z. B. Brügge sehen … und sterben? oder Thunderpants.

## Karriere
Als Mitbegründer der Produktionsfirma Motion Pictures produzierte er im Jahr 2002 den Film Thunderpants von Peter Hewitt sowie Piccadilly Jim von John McKay. Zudem produzierte er den Film Millions von Danny Boyle, der 2005 den British Independent Film Award für das beste Drehbuch gewann.
Zuvor gründete und leitete er mit Damien Jones die Produktionsfirma Dragon Pictures, für die er mehrere Filme produzierte, so z. B. Welcome to Sarajevo von Michael Winterbottom, das bei den Internationalen Filmfestspielen von Cannes 1997 gezeigt und von dem Magazin Time als einer der besten zehn Filme des Jahres bewertet wurde. Weitere bei Dragon Pictures produzierte Filme sind Dancing at the Blue Iguana (2000) von Michael Radford, Some Voices von Simon Cellan Jones, Very Annie Mary (2001) von Sara Sugarman, Splendor (1999) von Gregg Araki, Texas Story von William Blake Herron sowie The Debt Collector.
Im Jahr 2004 gründete er zusammen mit Peter Czernin erneut eine Produktionsfirma, die er Blueprint Pictures nannte. Die ersten Produktionen erschienen 2007, zum einen die Filmbiografie Geliebte Jane mit Anne Hathaway in der Hauptrolle, zum anderen der Horrorfilm Der eisige Tod von Gregory Jacobs, der von George Clooney und Steven Soderbergh koproduziert wurde. 2008 wurde das Drama Brügge sehen … und sterben? veröffentlicht.
2018 wurde er in die Academy of Motion Picture Arts and Sciences berufen, die jährlich die Oscars vergibt.

## Filmografie (Auswahl)
- 1997: Welcome to Sarajevo
- 1999: Texas Story (A Texas Funeral)
- 1999: Splendor
- 1999: The Debt Collector
- 2000: Some Voices
- 2000: Dancing at the Blue Iguana
- 2001: Very Annie Mary
- 2002: Thunderpants
- 2004: Gladiatress
- 2004: Millions
- 2005: Piccadilly Jim
- 2007: Geliebte Jane (Becoming Jane)
- 2007: Der eisige Tod (Wind Chill)
- 2008: Brügge sehen … und sterben? (In Bruges)
- 2011: Best Exotic Marigold Hotel (The Best Exotic Marigold Hotel)
- 2012: 7 Psychos (Seven Psychopaths)
- 2014: The Riot Club
- 2015: Best Exotic Marigold Hotel 2 (The Second Best Exotic Marigold Hotel)
- 2017: Three Billboards Outside Ebbing, Missouri
- 2018: Vor uns das Meer (The Mercy)
- 2020: Emma
- 2022: Lady Chatterleys Liebhaber (Lady Chatterley’s Lover)
- 2022: The Banshees of Inisherin
- 2023: All of Us Strangers
- 2023: Kleine schmutzige Briefe (Wicked Little Letters)
- 2024: The Beautiful Game